# Manzac-sur-Vern
Manzac-sur-Vern – miejscowość i gmina we Francji, w regionie Nowa Akwitania, w departamencie Dordogne.
Według danych na rok 1990 gminę zamieszkiwało 488 osób, a gęstość zaludnienia wynosiła 24 osób/km² (wśród 2290 gmin Akwitanii Manzac-sur-Vern plasuje się na 722. miejscu pod względem liczby ludności, natomiast pod względem powierzchni na miejscu 518.).